# ديندروسوم
الديندروسوم (Dendrosomes)  هي كيانات حويصلية وكروية تحوي أكثر من جزيء داخل مجمع الحمض النووي–الديندريمر الموجود داخل غلاف أليف للدهون. تتميز هذه الكيانات بنسبة سمية انحلالية ضئيلة وفعالية تعداء أكبر مما يتيح لها تحمل العيش في البيئة بصورة أفضل من جزيئات الديندريمرز. ولقد اشتق المصطلح«ديندروسوم» من الكلمة اليونانية "Dendron" التي تعني «شجرة» و"some" التي تعني حويصلات. وهكذا فإن الديندروسوم عبارة عن هياكل حويصلية مكونة من الديندريمرز..

## الاستعمالات والتطبيقات
اكتشف أن الديندروسوم تعمل كناقلات في عملية توصيل الجين والتحصين الجيني.
اكتشف أن التحصين الجيني المرتكز على الحويصل الشجري المتعدد (بروبيلينيماين) ضد التهاب الكبد الوبائي بي يتمتع بفعالية كبيرة مقارنة بتركيبة الحمض النووي الريبوزي منقوص الأكسجين ذات بلازميد الديندريمر. ومن المفترض أنه في الديندروسوم، تكون تركيبة الحمض النووي البولي (البروبيلينيمين) ديندريمر محمية بدرجة كبيرة من خلال تعدد جدران الحويصلات. وعلاوة على ذلك، من المفترض أن الطبقات الدهنية للحويصلات الشجرية تقوم بتعديل نمط تركيبة الحمض النووي البولي (البروبيلينيمين) ديندريمر، [بينما تظل بعض الحويصلات الكبيرة في موقع الحقن عقب خضوعها لـلتحلل بواسطة أنسجة الفسفوليباز، التي تعد العوامل الأصغر التي تتسبب بكفاءة في تحقيق ونقل الخلايا المقدمة للمستضد (APC) في العقد الليمفاوية. اكتشف أيضًا أن الديندروسوم تقوم بنقل s10siRNA المستهدفة لـلجين الورمي في سرطان الرحم. هناك تقارير توضح أن الديندروسوم القائم على بولياميدوامين ديندريمر يعد من الأنظمة الفعالة في نقل الرنا المتدخل الصغير للسيطرة على سرطان الرحم بفاعلية.

## السميات
تفيد التقارير أن الديندروسوم ليس سامًا بالكامل للمواد الموجودة في المختبر بجانب الجسم الحي.

## وصلات خارجية
- Controlled Release Society
- Americal Association of Pharmaceutical Scientists